# Ladislav Malý (1920)
Ladislav Malý (13. srpna 1920, Bátovce, okres Levice, dnes Slovensko – 3. července 1951, Bolíkovice) byl jeden z aktérů Babického případu v červenci 1951. Vydával se za agenta CIC. Spekuluje se o tom, že ve skutečnosti byl spolupracovníkem StB. Ve 21. století stále nejsou plně objasněny všechny okolnosti.

## Rodiče
Jeho otcem byl Jakub Malý, narozený roku 1885 na statku v Kojeticích[zdroj?], který v roce 1906 nastoupil vojenskou službu v rakousko-uherské armádě a roku 1909 byl jako četař přijat k četnictvu v Brně. Od roku 1914 bojoval na ruské frontě a po skončení války sloužil na četnické stanici v Třebíči. Odtud odešel na Slovensko jako velitel četnické stanice v Batovcích. Asi v roce 1932 se vrátil do Kojetic jako vrchní strážmistr, velitel četnické stanice, bytem ve Znojmě. Po březnu 1939 byl Jakub Malý penzionován a odstěhoval se do Starče na Třebíčsku.
Matka Ladislava Malého byla Hedvika, rozená Jaurová (* 1901).

## Život
Ladislav Malý studoval gymnázium, od primy po kvartu s budoucím knězem Janem Bulou; přešel na vojenské gymnázium v Moravské Třebové. Otec mu vybral kariéru důstojníka. Po roce 1939 byla hranická vojenská akademie zavřena; 10. 9. 1940 se přihlásil jako dobrovolník do vládního vojska; 16. 9. 1940 se zavázal k pětadvacetileté službě; byl přidělen k 3. rotě 6. praporu v Hradci Králové a 14. 11. složil slib Adolfu Hitlerovi. V dubnu 1941 mu byl udělen kázeňský trest pro opilství. Od té doby prodělal různé nemoci. Dne 31. července 1941 byl propuštěn z důvodu neschopnosti jakékoliv služby. V roce 1945 pracoval na ONV v Moravských Budějovicích. Hlásil se na Vojenskou akademii v Hranicích, ale nebyl přijat. Odešel do Mikulova, potom na severní Moravu, oženil se a měl dvě děti. Pracoval na berním úřadě, byl členem Národně socialistické strany[zdroj?]. Po roce 1948 neskrýval záporný postoj k lidově demokratickému zřízení[zdroj?] a byl přeložen do Ostravy[zdroj?]. Roztrhal jmenovací dekret a dále pracoval jako účetní v Lázních Dolní Lipová. Nevydržel tam a přešel do lázní ve Velkých Losinách. Holdoval alkoholu, milenkám a šarvátkám. Napadl předsedu ROH v lázních Jeseník; vyhrožoval, že všichni budou viset na okolních stromech. Po zásahu Bezpečnosti roku 1949 jeho žena oznámila zmizení. Oddíl StB v Třebíči zahájil v létě 1949 pátrání. (L. M. se údajně objevil v noci z 9. na 10. srpna 1949 u rodičů ve Starči.)
Pátrání v Třebíči i v Jeseníku a na Šumpersku skončilo neúspěšně. Bylo odloženo ad acta a dále byl nařízen dohled nad korespondencí manželů Malých bytem ve Starči.
V září 1949 dostal Jakub Malý první pozdrav od syna z Vídně, následovalo několik dopisů[zdroj?]. Ladislav psal, že pracuje v Grazu jako úředník[zdroj?]. Před Vánocemi se odmlčel. Od jara do srpna 1950 obnovil korespondenci prostřednictvím Josefa Jeřábka, řezníka a hostinského z Rokytnice, známého Jakuba Malého. Pak korespondenci definitivně přerušil.
V Rakousku pracoval pro CIC a měl na starosti vyplácení agentů-chodců. Po zpronevěře peněz se vrací do ČSR a znovu se objevil na Vysočině v únoru 1951. Nejprve zkoušel 20. února přespání právě u Josefa Jeřábka. Neúspěšně. Pak 25. února 1951 navštívil na faře svého gymnaziálního spolužáka P. Jana Bulu. Žádal jej o úkryt a vyprávěl mu o tom, že unesl z domácího vězení arcibiskupa Berana, kterého chtěl převést přes hranice na západ. Arcibiskup si prý přál být ještě před překročením hranic vyzpovídán. Několikrát P. Bulovi sdělil, že již pojedou za arcibiskupem. P. Bula mluvil o Malém s P. Podveským z vedlejší farnosti a ten mu sdělil, že byl varován před provokacemi ze strany StB a radil mu, aby okamžitě přerušil s Malým veškeré styky. Zanedlouho poté, co Bula řekl Malému, že mu nedůvěřuje a ať odejde, byl zatčen. Ve skutečnosti však zatčení Buly nejpravděpodobněji souvisí s předchozím zatčením manželů Kopuletých z Heraltic, kteří věděli o kontaktu Malého s Bulou.
Dne 3. července 1951, den po akci v Babicích, byl Malý zastřelen při zásahu ozbrojených složek v poli u Bolíkovic. Přetrvávají sice legendy o tom, že Malý zásah přežil a že jeho úmrtní list byl zfalšován, ale vše nasvědčuje skutečnosti, že Malý akci bezpečnosti nepřežil. Ze všech teorií o jeho roli v případu Babice se jeví jako nejpravděpodobnější ta, že se jednalo o psychicky nemocného dobrodruha, kterého využila státní bezpečnost pro brutální zásah proti venkovu a církvi na Moravě.